# 柳州号导弹护卫舰
“柳州”号导弹护卫舰（舷号573）简称“柳州”舰，是中国人民解放军海军第十三艘054A型导弹护卫舰，可以单独或者协同海军其他兵力攻击敌水面舰艇及潜艇，具有较强的远程警戒和防空作战能力。柳州舰由沪东造船厂开工建造，于2011年12月10日下水，2012年3月命名，2012年12月26日入列，服役于南海舰队驱逐舰第九支队。柳州舰舰名取自广西柳州市，其入列命名授旗仪式于2012年12月26日在海南省三亚市某军港举行。

## 历史
2013年7月10日，“柳州”号导弹护卫舰及大连海事大学“育鲲”号远洋教学实习船在第九届中国航海日期间于江苏省南通市集装箱码头举办舰艇开放日，对公众开放参观。开放日活动持续3天。
2013年9月3日，“柳州”号导弹护卫舰与“兰州”号导弹驱逐舰和“鄱阳湖”号综合补给舰等组成舰艇编队，横跨太平洋、穿越麦哲伦海峡进入南大西洋，先后对智利瓦尔帕莱索、巴西里约热内卢和阿根廷布宜诺斯艾利斯进行访问。该次出访历时99天，航程近3万海里，创造了解放军海军首次在南大西洋与外国海军联合军演、首次访问阿根廷的纪录。2013年12月11日，柳州舰等完成出访返抵湛江某军港。
2014年1月中旬，“柳州”号导弹护卫舰与“衡水”号导弹护卫舰、“岳阳”号导弹护卫舰及“三亚”号导弹护卫舰等组成编队在训练海域完成多个课目的攻防演练。
2014年5月18日，“柳州”号导弹护卫舰、“郑州”号导弹驱逐舰、“哈尔滨”号导弹驱逐舰及“烟台”号导弹护卫舰等中方舰艇与参加“海上联合-2014”中俄海上联合军事演习的“瓦良格”号导弹巡洋舰、“潘捷列耶夫海军上将”号反潜舰及“涅韦利斯基海军上将”号登陆舰等俄方舰艇在上海市吴淞口会合。双方于5月20日至26日进行了舰艇锚地防御、联合对海突击及联合反潜等课目的演练。
2014年7月12日，“柳州”号导弹护卫舰在完成南海某海域战备巡逻任务后的返航途中与搭载学生前往太平岛进行南沙研习营的中華民國海軍“承德”号导弹巡防舰相遇，兩艦互相目視後通過。